# Тауматроп
Тауматроп или томатроп е играчка, която е била популярна през Викторианската епоха. Представлява прикрепена към две върви картичка или картонен диск, от двете страни на който има изображения. Когато вървите се въртят бързо чрез пръстите на ръката, изглежда, че двете изображения се комбинират в единично такова поради персистенцията на човешкото зрение. Съществуват и тауматропи, към които няма прикрепени върви.
Един характерен примери за тауматроп е голо дърво, изобразено от едната страна, а от другата – неговите листа или птица от едната страна и кафез от другата. Срещали се и такива, съдържащи гатанки или стихотворения. Тауматропите са били едни от многото просто устроени, механични играчки, които използват персистенция на зрението. Признати са за предшествениците на кинематографията и по-специално анимацията.
Името на играчката идва от древногръцки език и буквално се превежда „чудно обръщало“ (θαῦμα – чудо и τρόπος – въртя).
За изобретател на тауматропа се счита Джон Аертон Перис. Перис използва тауматроп, за да демонстрира персистенцията на зрението на Кралския колеж на физиците в Лондон през 1824 г. Той създава изобретението си на основата на идеи на астронома Джон Хершел и геолога Уилям Хенри Фитън и някои източници приписват изобретението на Фитън. Чарлз Бабидж твърди, че идеята му представили именно Фитън и Хершел.
През 2012 г. е открит праисторически тауматроп в пещера във Франция или по-точно, пещерата Шове.